# How to Get Away with Murder (5.ª temporada)
A quinta temporada da série de televisão dramática estadounidense How to Get Away with Murder foi encomendada em 11 de maio de 2018, pela ABC. Começou a ser exibida em 27 de setembro de 2018 e foi concluída em 28 de fevereiro de 2019, com 15 episódios exibidos assim como nas temporadas anteriores. Isso foi feito em um acordo com Viola Davis que a série seria uma série limitada, com apenas 15 ou 16 episódios por temporada. A temporada foi produzida pela ABC Studios em associação com a Shondaland Production Company, com Shonda Rhimes, Betsy Beers e Stephen Cragg como produtores executivos e Peter Nowalk como showrunner e produtor executivo. A temporada foi ao ar às noites de quinta-feira às 22h00, horário do leste dos EUA, como parte da programação TGIT, junto com Grey's Anatomy e Station 19.
Esta é a primeira temporada a contar com Rome Flynn como Gabriel Maddox e Amirah Vann como Tegan Price no elenco principal; Flynn fez uma participação na temporada passada enquanto Vann teve um papel recorrente. Também é a primeira e única temporada a contar com Timothy Hutton como Emmett Crawford no elenco principal da série, bem como também é a última a contar com a atriz do elenco original Karla Souza como Laurel Castillo. 
A quinta temporada estrela Viola Davis como Annalise Keating, Billy Brown como Nate Lahey, Jack Falahee como Connor Walsh, Rome Flynn como Gabriel Maddox, Aja Naomi King como Michaela Pratt, Matt McGorry como Asher Millstone, Conrad Ricamora como Oliver Hampton, Karla Souza como Laurel Castillo, Amirah Vann como Tegan Price, Charlie Weber como Frank Delfino, Liza Weil como Bonnie Winterbottom e Timothy Hutton como Emmett Crawford.

## Enredo
Após a vitória de Annalise Keating na Suprema Corte, ela e seus associados buscam iniciar um novo capítulo em suas vidas. Annalise começa a trabalhar na Caplan & Gold para que possa usar seus recursos em seus casos de ação coletiva, enquanto também trabalha em Middleton. Michaela Pratt, Connor Walsh, Asher Millstone e Laurel Castillo começam seu terceiro ano na faculdade de direito, e um novo aluno, Gabriel Maddox, junta-se ao grupo na aula de Annalise. Enquanto isso, Frank tenta descobrir a verdadeira razão pela qual Maddox veio para Middleton em primeiro lugar, e Asher se junta a Bonnie no escritório da promotoria quando consegue um estágio lá. Ao mesmo tempo, Connor e Oliver Hampton também começam a planejar seu casamento, que é visto por meio de novos flashforwards que revelam um novo assassinato cometido.

## Elenco e personagens
| - Viola Davis como Annalise Keating - Billy Brown como Nate Lahey - Jack Falahee como Connor Walsh - Rome Flynn como Gabriel Maddox - Aja Naomi King como Michaela Pratt - Matt McGorry como Asher Millstone - Conrad Ricamora como Oliver Hampton - Karla Souza como Laurel Castillo - Amirah Vann como Tegan Price - Charlie Weber como Frank Delfino - Liza Weil como Bonnie Winterbottom - Timothy Hutton como Emmett Crawford | - John Hensley como Ronald Miller - Tamberla Perry como Theresa Hoff - Jessica Marie Garcia como Rhonda Navarro - Glynn Turman como Nate Lahey Sr. - Elizabeth Morton como Julie Winterbottom - Laura Innes como Lynne Birkhead - Cynthia Stevenson como Pam Walsh - Melinda Page Hamilton como Claire Telesco - Terrell Clayton como Jeffrey Sykes - William R. Moses como Agente Especial Lanford | - Mia Katigbak como Joanna Hampton - Heidi Sulzman como Molly Keener - Teya Patt como Paula Gladden - Tom Verica como Sam Keating - D.W. Moffett como Jeff Walsh - Jim Abele como Ted Walsh - Dante Verica como Gabriel Maddox jovem - Famke Janssen como Eve Rothlo - Tess Harper como Sheila Miller - Cicely Tyson como Ophelia Harkness - Gerardo Celasco como Xavier Castillo |

## Episódios
| N.º na série | N.º na temp. | Título                                                                              | Dirigido por       | Escrito por                       | Exibição original       | Audiência (milhões) |
| --- | ------------ | ----------------------------------------------------------------------------------- | ------------------ | --------------------------------- | ----------------------- | ------------------- |
| 61 | 1            | "Your Funeral" "Seu funeral" (BR)                                                   | Stephen Cragg      | Peter Nowalk                      | 27 de setembro de 2018  | 2.93                |
| Quando Connor Walsh, Michaela Pratt, Asher Millstone e Laurel Castillo iniciam seu terceiro ano na faculdade de direito, Annalise Keating volta a lecionar em período parcial para a classe Advanced Trial Skills, selecionando vinte e quatro novos alunos para ajudá-la a tentar casos antigos. Após sua vitória na Suprema Corte, Annalise também começa a trabalhar na Caplan & Gold após receber várias ofertas de emprego, trabalhando ao lado de Tegan e do novo gerente, Emmett Crawford. Enquanto isso, Bonnie se aproxima do procurador Miller, na tentativa de descobrir o quanto ele sabe sobre o grupo, enquanto Nate investiga o filho de Bonnie, que ela pensou estar morto, mas confirmou que ele está vivo. Ao mesmo tempo, o novo aluno do segundo ano, Gabriel Maddox, impressiona Annalise e é escolhido como um dos vinte e quatro alunos para ajudá-la com o processo, enquanto Asher fica de fora. Oliver, Connor, Michaela e Laurel se mudam juntos para uma nova casa, e Frank começa a suspeitar das razões de Gabriel estar em Middleton. Flashforward: Três meses depois, Annalise está dançando no casamento de Connor e Oliver quando ela vê Frank do outro lado da sala. Ela pergunta a ele por que ele está com a cara de que parece que alguém morreu, e sua resposta resulta em um tapa nele. Do lado de fora da tenda do casamento, uma pessoa com sangramento desconhecido caminha em direção ao casamento e cai na neve. Mais tarde, o bebê Christopher é mostrado chorando e sentado na neve por perto, e Bonnie entra para sufocar essa pessoa com as próprias mãos. |              |                                                                                     |                    |                                   |                         |                     |
| 62 | 2            | "Whose Blood Is That?" "De quem é esse sangue?" (BR)                                | Mike Smith         | Sarah L. Thompson                 | 4 de outubro de 2018    | 3.02                |
| Annalise assume seu primeiro cliente do processo, com Michaela trabalhando no caso também. Emmett começa a olhar mais de perto a turma e os alunos de Annalise, descobrindo que Laurel Castillo está trabalhando na firma. Tegan tem medo de que, com Michaela e Laurel trabalhando lá, todos descubram que ela foi a "Jane Doe" que expôs Jorge Castillp; então Laurel diz a Emmett que sua mãe deve ter sido a pessoa que expôs Jorge desde que ela desapareceu depois que ele foi preso. Felizmente, Tegan coloca Christopher na creche Caplan & Gold. Enquanto isso, Asher consegue um emprego no escritório da promotoria depois de perseguir o procurador Miller e Bonnie. Frank continua investigando Gabriel e o leva a se mudar para o antigo apartamento de Rebecca, onde ele tem câmeras instaladas; Nate vai a uma agência e descobre que uma mulher parecida com Bonnie rouba seu bebê. Flashforward: Dois meses e meio depois, Bonnie corre pela neve com Christopher até o banheiro, onde ela limpa o rosto dele. Michaela e Laurel entram no banheiro, perguntando a ela sobre Nate. Depois que Laurel sai do banheiro com Christopher, Michaela pergunta a Bonnie de quem é o sangue que está na perna dela. |              |                                                                                     |                    |                                   |                         |                     |
| 63 | 3            | "The Baby Was Never Dead" "O bebê não morreu" (BR)                                  | Valerie Weiss      | Erika Harrison                    | 11 de outubro de 2018   | 3.22                |
| Annalise e Emmett enfrentam um cliente rico que é acusado de matar seu parceiro de trabalho e o promotor responsável pelo caso é Ronald Miller. Durante o caso, Asher revela a Miller que ele e Bonnie costumavam namorar. Enquanto isso, a governadora continua ameaçando a ação coletiva de Annalise, forçando todos na classe de Annalise a fazer um exame de ética. Frank continua investigando Gabriel e encontra uma identidade falsa e um disco rígido entre suas coisas; e Oliver descobre que Frank está investigando Gabriel. Nate encontra a enfermeira que trabalhava no turno quando o bebê de Bonnie foi roubado, e parece que Bonnie foi quem o levou. Quando ele finalmente traz isso para Annalise, ela diz a ele que a mulher na foto é na verdade a irmã de Bonnie. Flashforward: Dois meses depois, Michaela pergunta a Bonnie de quem é o sangue que está na sua perna, e Bonnie diz que ela se cortou. Mais tarde, na festa, o DJ chama os noivos para o centro do palco. Connor entra com hematomas no rosto e pergunta se alguém viu seu marido. Michaela olha para Bonnie do outro lado da sala. |              |                                                                                     |                    |                                   |                         |                     |
| 64 | 4            | "It's Her Kid" "É o filho dela" (BR)                                                | Cherie Nowlan      | Maisha Closson                    | 18 de outubro de 2018   | 2.74                |
| Depois que Nate confronta Annalise sobre o passado de Bonnie, ele pede que ela diga a Bonnie que seu filho pode estar vivo. Ela hesita em fazê-lo, enquanto tenta obter permissão para discutir insanidade no caso de Nate Sênior. Emmett tenta fechar acordo com um novo cliente rico com a ajuda de Tegan, que testa a ambição de Michaela ao tentar criar uma manobra de chantagem para forçar o cliente a assinar. Connor descobre que Annalise o ajudou a voltar para Middleton, e mais tarde ele a confronta, fazendo com que ela faça Gabriel, em vez de Connor, segunda cadeira do caso do Nate Sênior. Oliver confronta Frank sobre hackear Gabriel, e ele e Laurel começam a investigar por conta própria. Eventualmente, Annalise conta a Bonnie sobre o arquivo que Denver tinha dela e como Nate descobriu que seu filho pode estar vivo. Flashforward: Um mês e meio depois, Michaela tenta, sem sucesso, alcançar Nate em seu telefone, que está na posse de Bonnie. Ela deixa uma mensagem dizendo a ele para ligar de volta enquanto Connor e Laurel começam a se preocupar em encontrar Oliver. De volta ao apartamento dela, uma Annalise atordoada cai no chão em angústia. |              |                                                                                     |                    |                                   |                         |                     |
| 65 | 5            | "It Was the Worst Day of My Life" "O pior dia da minha vida" (BR)                   | Laura Innes        | Michael Russo                     | 25 de outubro de 2018   | 2.93                |
| Annalise pergunta aos alunos o que eles acham que ela fez de errado no tribunal no julgamento de Nate Sênior. Quando os alunos começam a analisar o que poderiam ter feito de errado, vemos o julgamento se desenrolar à medida que mudam suas estratégias constantemente. Enquanto isso, Bonnie reflete sobre seu filho, e ela finalmente conta a Miller uma parte de seu passado sombrio. No final, Laurel confronta Frank sobre espionar Gabriel e quem é ele; Bonnie vai à casa da irmã para obter respostas. Flashforward: Na noite do casamento, Connor procura Oliver do lado de fora no estacionamento. Lá, ele encontra sua mãe e Asher juntos. |              |                                                                                     |                    |                                   |                         |                     |
| 66 | 6            | "We Can Find Him" "Nós podemos encontrá-lo" (BR)                                    | Jonathan Brown     | Tess Leibowitz                    | 1 de novembro de 2018   | 2.86                |
| A governadora Lynne Birkhead oferece a Annalise um plano para que ela trabalhe com ela na implementação de um "Projeto de Defesa Justa". Embora isso exigisse que ela deixasse o emprego na Caplan & Gold. Bonnie conversa com sua irmã Julie, que admite que ela levou o bebê. Julie depois revela que ela correu com o bebê e aparentemente o enterrou na floresta. As mães de Connor e Oliver visitam seus filhos em preparação para o casamento, e Oliver finalmente conta a sua mãe que é HIV positivo. Laurel guarda seus segredos. Para consternação de Emmett, Annalise aceita o acordo da governadora para que Nate Sênior seja perdoado por estar fora das instalações mentais, mas ele é baleado e morto antes de ser libertado da prisão. Flashforward: Um mês depois, com um anel de noivado em uma caixa de veludo nas mãos, Miller envia uma mensagem para Bonnie fora do casamento e pede que ela o encontre para que eles possam conversar. |              |                                                                                     |                    |                                   |                         |                     |
| 67 | 7            | "I Got Played" "Eu fui manipulada" (BR)                                             | Eric Laneuville    | Maya Goldsmith                    | 8 de novembro de 2018   | 3.02                |
| A morte de Nate Sênior é considerada um homicídio justificável, pois ele teria atacado um dos guardas durante o transporte. Annalise acredita que a governadora a está manipulando. Isso é confirmado quando a governadora informa a Annalise que o Projeto de Defesa Justa da Pensilvânia não estará avançando. Como resultado, Annalise recebe Tegan para ajudá-la a conseguir seu emprego de volta na Caplan & Gold. Connor e Oliver garantem uma igreja e um ministro para o casamento, e Connor ataca e briga com um homem homofóbico. Gabriel suspeita e tenta se aproximar de Michaela, e depois os dois fazem sexo. Laurel e Frank continuam espionando Gabriel, que Bonnie descobre mais tarde. Flashforward: Na noite do casamento de Connor e Oliver, alguém vê Bonnie sufocando a pessoa sangrenta desconhecida na neve, que parece estar chocada. Depois de terminar, Bonnie diz a essa pessoa para pegar o carro da vítima e seu corpo e ir embora. |              |                                                                                     |                    |                                   |                         |                     |
| 68 | 8            | "I Want to Love You Until the Day I Die" "Quero te amar até a morte" (BR)           | Stephen Cragg      | Joe Fazzio                        | 15 de novembro de 2018  | 3.13                |
| Connor e Oliver finalmente se casam. Michaela investiga mais a morte de Nate Sênior, assim como Annalise e Nate, mas ela encontra algo que torna aparente que Miller fez a ligação para o diretor da prisão na noite da morte de Nate Sênior, presumivelmente sob as ordens da governadora. Culpando Miller pela morte de seu pai, Nate o ataca brutalmente fora da tenda de casamento. Bonnie encontra os dois e termina o trabalho sufocando Miller até a morte, então ordena que Nate se desfaça do corpo. Frank descobre que Gabriel sabe quem ele é. Ele vai a Annalise na recepção do casamento e revela que Gabriel é filho de seu falecido marido Sam Keating, o produto do primeiro casamento de Sam. Ela dá um tapa nele e vai para casa, onde descobre que Gabriel entrou em seu apartamento. |              |                                                                                     |                    |                                   |                         |                     |
| 69 | 9            | "He Betrayed Us Both" "Ele traiu nós dois" (BR)                                     | John Terlesky      | Daniel Robinson                   | 17 de janeiro de 2019   | 2.84                |
| Depois que Bonnie mata Ron, Nate coloca o corpo em seu carro para descartá-lo. Bonnie vai ao banheiro com Christopher para se limpar, mas Michaela tropeça neles e fica desconfiada depois de notar sangue na perna de Bonnie. Gabriel revela a verdadeira intenção por trás de sua transferência para Middleton: um esforço para saber mais sobre seu pai, Sam Keating, e especificamente sobre sua morte. Asher, Laurel e Michaela suspeitam que Bonnie possa ter feito algo com Gabriel. Laurel depois descobre manchas de sangue no cobertor de Christopher, o que aumenta suas suspeitas. Eve aparece na porta de Annalise, informando-a dos esforços passados de Sam para se reconectar com sua ex-esposa que nunca foram concretizados. Mais tarde naquela noite, Gabriel liga para alguém para dizer que "ela" sabe. Flashback: Em 2005, depois que Annalise perde seu bebê, seu casamento com Sam está em uma fase turbulenta - ambos mergulham no conforto clandestino - Sam tentando entrar em contato com Vivian Maddox para desenvolver um relacionamento com seu filho Gabriel, enquanto Annalise fica deprimida e afastada. Para preencher o vazio, Annalise começa a papelada para a adoção de Wes, da qual Sam não aprova. |              |                                                                                     |                    |                                   |                         |                     |
| 70 | 10           | "Don't Go Dark on Me" "Não quero seu lado obscuro" (BR)                             | Cherie Nowlan      | Sara Rose Feinberg                | 24 de janeiro de 2019   | 2.74                |
| Bonnie e Nate pensam em um plano antes que Miller seja declarado desaparecido, no entanto, eles precisam trazer Asher a bordo, pois parece que ele foi a última pessoa a ver Miller vivo enquanto conversava com Nate. Eles decidem contar tudo a ele, mas pedem que ele guarde tudo e não conte ao resto da turma. Na segunda-feira de manhã, Miller é declarado desaparecido como eles pensavam, e Nate encontra um álibi para sua mão machucada, enquanto também é interrogado pelo FBI, assim como Bonnie e Asher também. Enquanto isso, Annalise procura a ajuda de Frank e Eve para impedir Gabriel de descobrir o que realmente aconteceu com Sam na noite da Fogueira. O plano de Annalise inclui manipular Gabriel para ficar quieto como parte de "proteger sua mãe", Vivian. Além disso, Gabriel confronta o "4 da Keating" sobre Sam e diz a eles que ele é filho de Sam. Mais tarde, o resto do grupo e Oliver descobrem que Nate matou Miller. Bonnie coloca as mãos em um telefonema feito por Miller, o que o faz parecer inocente. |              |                                                                                     |                    |                                   |                         |                     |
| 71 | 11           | "Be the Martyr" "Seja o mártir" (BR)                                                | Alrick Riley       | Matthew Cruz                      | 31 de janeiro de 2019   | 2.58                |
| Depois que Bonnie mostra a Nate e Annalise a ligação que Miller fez antes da transferência de Nate Sênior, Nate decide provar que Miller é responsável pela morte de seu pai. Enquanto isso, Annalise ajuda Emmett na C&G quando o caso de má conduta de Londres é trazido de volta. O FBI continua a investigação do desaparecimento de Miller e começa a pensar em Nate como suspeito. Nate afirma que Miller e a governadora Birkhead estavam conspirando no assassinato de seu pai, o que leva a agente Claire Telesco a descobrir as evidências que Miller apresentou no tribunal eram realmente falsas. A agente Telesco inicia uma investigação sobre Miller e a governadora Birkhead. Laurel confronta Bonnie por expor Christopher em um assassinato; e Michaela tenta fazer com que Tegan pare de perseguir o caso de Nate, o que a deixa desconfiada, pois mais tarde ela liga para Telesco pedindo que ela se encontre com ela. Após as descobertas de Nate, a Telesco prende Gabriel Maddox, que liga para Annalise para ajudá-lo. |              |                                                                                     |                    |                                   |                         |                     |
| 72 | 12           | "We Know Everything" "Nós sabemos de tudo" (BR)                                     | Jennifer Getzinger | Michael Russo & Sarah L. Thompson | 7 de fevereiro de 2019  | 2.74                |
| Annalise representa Gabriel depois que ele é processado por terrorismo doméstico; ela instrui seus alunos a explorar o passado de Gabriel para descobrir qualquer informação incriminadora que possa ser usada contra ele no tribunal. O grupo, examinando as imagens da câmera secreta que Frank instalou no apartamento de Gabriel, descobre que o FBI plantou evidências para construir um caso contra Gabriel, levando à sua libertação. Gabriel fica desapontado com os "4 da Keating" por invadir sua privacidade, mesmo assim, Annalise pede que eles fiquem de olho nele. Connor e Oliver examinam suas fotos de casamento para garantir que nenhum deles capturou Nate e Ron juntos. Em uma tentativa de provar que Bonnie e Nate não mataram um homem inocente, através dos registros telefônicos de Ron, os dois informam Annalise que ele sabia sobre suas intenções de adotar Wes. Usando uma conta falsa, Michaela envia um e-mail para Tegan informando que ela sabe que é a Jane Doe; isso é para distrair Tegan de investigá-los; Annalise depois avisa Tegan que Emmet está lendo seus e-mails. O corpo de Ron é encontrado mais tarde. Asher é marcado em uma foto do Instagram postada pela mãe de Connor, que mostra Nate e Ron juntos. |              |                                                                                     |                    |                                   |                         |                     |
| 73 | 13           | "Where Are Your Parents?" "Os pais de vocês" (BR)                                   | DeMane Davis       | Maya Goldsmith & Daniel Robinson  | 14 de fevereiro de 2019 | 2.57                |
| Na véspera de Natal, Annalise convida todos para um jantar no apartamento dela. Enquanto prepara o jantar, Annalise recebe a ligação de Telesco, que oferece um acordo de imunidade por tudo. Nate diz a ela que é uma armadilha, enquanto Bonnie vai ao funeral de Miller. Lá, a mãe dele pede que Bonnie encontre o assassino de seu filho, o que a faz se sentir culpada. Enquanto isso, os "4 da Keating" também se preparam para o feriado, pois Frank convida Gabriel, uma desculpa para ficarem de olho nele. A mãe de Connor também é convidada, mas no meio da noite a agente Telesco e o FBI entram na casa procurando confiscar o computador de Oliver para encontrar evidências de que Miller foi ao casamento de Connor e Oliver. Enquanto a Telesco avança em sua investigação, Tegan se aproxima dela apenas para tirá-la do caso, no qual ela consegue. Laurel liga para a Telesco para pedir ajuda, porque recebeu uma ligação de um número desconhecido, que parece ser sua mãe. Depois que tudo parece estar se resolvendo, a governadora Birkhead pede que Annalise se encontre em uma igreja, apenas para revelar a ela que o verdadeiro assassino de Nate Sênior é Emmett Crawford. |              |                                                                                     |                    |                                   |                         |                     |
| 74 | 14           | "Make Me the Enemy" "Eu sou o inimigo" (BR)                                         | Mike Smith         | Erika Harrison & Matthew Cruz     | 21 de fevereiro de 2019 | 2.56                |
| Após a revelação de Birkhead, Annalise pede ajuda a Tegan para descobrir se Emmett está realmente envolvido no assassinato de Nate Sênior. Para mantê-lo por perto e olhar mais para ele, Annalise concorda em sair com Emmett. Enquanto isso, Michaela se aproxima de Gabriel, enquanto ele tenta descobrir o que aconteceu com seu pai. Laurel se encontra com a agente Telesco, pedindo ajuda para encontrar sua mãe depois de receber uma série de telefonemas desconhecidos. A Telesco oferece apenas o mesmo acordo de imunidade que ela ofereceu para Annalise, e mais tarde Laurel decide perdoar Bonnie. Connor e Oliver tentam recuperar o computador de Oliver no tribunal. Annalise continua suspeitando de Emmett quando Tegan encontra os registros telefônicos de Emmett e ele mesmo revela que está concorrendo ao escritório da promotoria. Depois de recuperar o computador, Oliver encontra uma foto tirada no escritório do FBI por um software dele, que mostra uma placa com uma investigação em andamento chamada "Operation Bonfire", pois o FBI parece estar chegando perto para descobrir tudo; eles dizem a Annalise, mas ela pede que fiquem quietos. Annalise finalmente confronta Emmett; Laurel recebe um "presente" com o que parece ser o couro cabeludo de Sandrine; Bonnie, Frank e Nate encontram uma gravação na prisão antes da morte de Nate Sênior. Frank descobre que o advogado, que no início eles pensavam que era Emmett, é na verdade Xavier Castillo, (irmão de Laurel) que tentou roubar Nate Sênior da ação coletiva de Annalise.                          |              |                                                                                     |                    |                                   |                         |                     |
| 75 | 15           | "Please Say No One Else Is Dead" "Por favor, diga que não morreu mais ninguém" (BR) | Stephen Cragg      | Joe Fazzio                        | 28 de fevereiro de 2019 | 2.76                |
| Depois de assistir às fitas da prisão, Laurel está convencida de que seu pai encarcerado está por trás de todos os desenvolvimentos recentes. Frank continua sua investigação sobre a morte de Nate Sênior e se Ron estava envolvido. Frank persegue a guarda da prisão que estava de serviço na noite da morte de Nate Sênior; ela confessa que Xavier Castillo, trabalhando com a governadora, era o mentor da morte de Nate, o que exonera Ron. Annalise e Frank decidem contar a versão errada da história para salvar Nate e Bonnie da culpa de terem assassinado um homem inocente. Emmet é preso pelo FBI em conexão com o assassinato de Nate Sênior, mas depois é libertado com a ajuda de Annalise e promete concorrer à promotoria; ele é visto mais tarde no chão de seu escritório, ofegando por ar. Annalise e Laurel saem do escritório de Xavier depois de uma troca de palavras acalorada e amarga. Laurel desaparece do lado de Annalise e seu filho também desapare da casa. Flashback: Xavier Castillo tenta convencer Nate Sênior a deixá-lo levar seu caso. Mais tarde, é mostrado que Xavier e Ron estavam em contato, mas o contato acaba quando Miller recua. Tentando salvar Nate Sênior, Ron o transfere antes que Xavier possa alcançá-lo; no entanto, Xavier descobre seu plano e ameaça Miller. |              |                                                                                     |                    |                                   |                         |                     |

## Produção

### Desenvolvimento
How to Get Away with Murder foi renovada para uma quinta temporada em 11 de maio de 2018, pela ABC. Em julho de 2018, o criador e showrunner Peter Nowalk disse ao Deadline Hollywood seus planos para a quinta temporada, confirmando que o casamento entre os personagens de Jack Falahee e Conrad Ricamora aconteceria, bem como um episódio de flashback explorando ainda mais o casamento entre os personagens de Viola Davis e Tom Verica, Annalise e Sam Keating, respectivamente. Além disso, ele afirmou que os flashforward da temporada devem ser "sinuosos e mais divertidos" e muito diferentes. A primeira leitura do roteiro ocorreu em 13 de julho de 2018.

### Casting
Em junho de 2018, Rome Flynn foi promovido ao elenco principal da série depois de aparecer como convidado no final da quarta temporada. Em julho de 2018, Amirah Vann foi promovida ao elenco principal da série depois de ser recorrente na quarta temporada. Mais tarde naquele mês, Timothy Hutton juntou-se ao elenco principal.

### Filming
As filmagens para a temporada começaram em 19 de julho de 2018.

## Recepção

### Resposta crítica
No Rotten Tomatoes, a quinta temporada tem uma classificação de 83%, com base em 6 avaliações, com uma classificação média de 7.67/10. Escrevendo para o The A.V. Club, Kayla Kumari Upadhyaya criticou a bagunça narrativa da temporada e da série como um todo.

### Audiência
| №  | Título                                   | Exibição original       | Rating/share (18–49) | Audiência (em milhões) | DVR (18–49) | Audiência em DVR (milhões) | Total (18–49) | Audiência total (em milhões) |
| -- | ---------------------------------------- | ----------------------- | -------------------- | ---------------------- | ----------- | -------------------------- | ------------- | ---------------------------- |
| 1  | "Your Funeral"                           | 27 de setembro de 2018  | 0.8/4                | 2.93                   | 1.0         | 2.58                       | 1.8           | 5.51                         |
| 2  | "Whose Blood Is That?"                   | 4 de outubro de 2018    | 0.8/4                | 3.02                   | 0.8         | 2.30                       | 1.6           | 5.32                         |
| 3  | "The Baby Was Never Dead"                | 11 de outubro de 2018   | 0.8/4                | 3.28                   | 0.9         | 2.31                       | 1.7           | 5.59                         |
| 4  | "It's Her Kid"                           | 18 de outubro de 2018   | 0.7/3                | 2.74                   | 0.8         | 2.36                       | 1.5           | 5.10                         |
| 5  | "It Was the Worst Day of My Life"        | 25 de outubro de 2018   | 0.7/3                | 2.93                   | 0.9         | 2.29                       | 1.6           | 5.23                         |
| 6  | "We Can Find Him"                        | 1 de novembro de 2018   | 0.8/3                | 2.86                   | 0.8         | 2.34                       | 1.6           | 5.21                         |
| 7  | "I Got Played"                           | 8 de novembro de 2018   | 0.7/3                | 3.02                   | 0.9         | 2.32                       | 1.6           | 5.34                         |
| 8  | "I Want to Love You Until the Day I Die" | 15 de novembro de 2018  | 0.8/3                | 3.13                   | 0.9         | 2.38                       | 1.7           | 5.51                         |
| 9  | "He Betrayed Us Both"                    | 17 de janeiro de 2019   | 0.7/3                | 2.84                   | 0.9         | 2.42                       | 1.6           | 5.26                         |
| 10 | "Don't Go Dark on Me"                    | 24 de janeiro de 2019   | 0.6/3                | 2.74                   | 0.8         | 2.21                       | 1.4           | 4.95                         |
| 11 | "Be the Martyr"                          | 31 de janeiro de 2019   | 0.6/3                | 2.58                   | 0.8         | 2.18                       | 1.4           | 4.76                         |
| 12 | "We Know Everything"                     | 7 de fevereiro de 2019  | 0.6/3                | 2.74                   | 0.8         | 2.21                       | 1.4           | 4.97                         |
| 13 | "Where Are Your Parents?"                | 14 de fevereiro de 2019 | 0.6/3                | 2.57                   | 0.7         | 2.22                       | 1.3           | 4.79                         |
| 14 | "Make Me the Enemy"                      | 21 de fevereiro de 2019 | 0.5/3                | 2.56                   | 0.8         | 2.19                       | 1.3           | 4.75                         |
| 15 | "Please Say No One Else Is Dead"         | 28 de fevereiro de 2019 | 0.6/3                | 2.76                   | 0.7         | 2.14                       | 1.3           | 4.91                         |